# NGC 3948
NGC 3948 este o galaxie situată în constelația Leul. A fost descoperită în 23 aprilie 1886 de către .